# Lucía Marte León
Lucía Marte León (14 de agosto de 1997 en Madrid, España) es una futbolista profesional hispano-dominicana, se desempeña en el terreno de juego como defensa lateral y su actual equipo es el Real Betis de la Primera División Femenina de España.

## Clubes
| Club                  | País       | Año           | Ref. |
| --------------------- | ---------- | ------------- | ---- |
| Madrid Club de Fútbol | España     | 2011-2013     |      |
| Tottenham Hotspur     | Inglaterra | 2013-2021     |      |
| Real Betis            | España     | 2021-presente |      |